# 界面化学
界面化学（かいめんかがく）は、二つの物質が接する境界（界面）に生じる現象を扱う化学の一分野。研究領域がコロイド化学と近いため、学会や雑誌などでは両者を合わせて扱われる。

## 概要
物質の状態により界面化学が扱う現象には以下のような例がある。
1. 固体／固体界面；接着、摩擦、固溶など。
2. 液体／液体界面；乳化、拡散など。
3. 気体／気体界面；界面での拡散が速いため界面現象として扱われることはまれである。
4. 固体／液体界面；浸透、ぬれ、分散、電気二重層、吸着、腐食など。
5. 固体／気体界面；吸着など。表面化学（英語: Surface chemistry）として独立した学問分野を形成している。[5][6][7]
6. 液体／気体界面；表面張力、起泡、消泡など。

数ナノメートルから数マイクロメートルの粒子（コロイド）の現象を扱う化学分野は、その界面現象も重要な要素であることから、コロイド界面化学と呼ばれる。
1932年にノーベル化学賞を受賞したアーヴィング・ラングミュアはこの分野の開拓者の一人であり、アメリカ化学会が発行している界面化学の雑誌には彼の名がついている。
界面化学が扱う最も重要な物質として、乳化、分散、表面張力などに大きな影響を与える界面活性剤がある。また、化学工業で行われる触媒反応の多くは、「固体触媒－反応物（液体あるいは気体）」の不均一系で行われる界面反応であり、この観点からも界面化学は極めて重要な研究課題となっている。